# Кров (Цілком таємно)

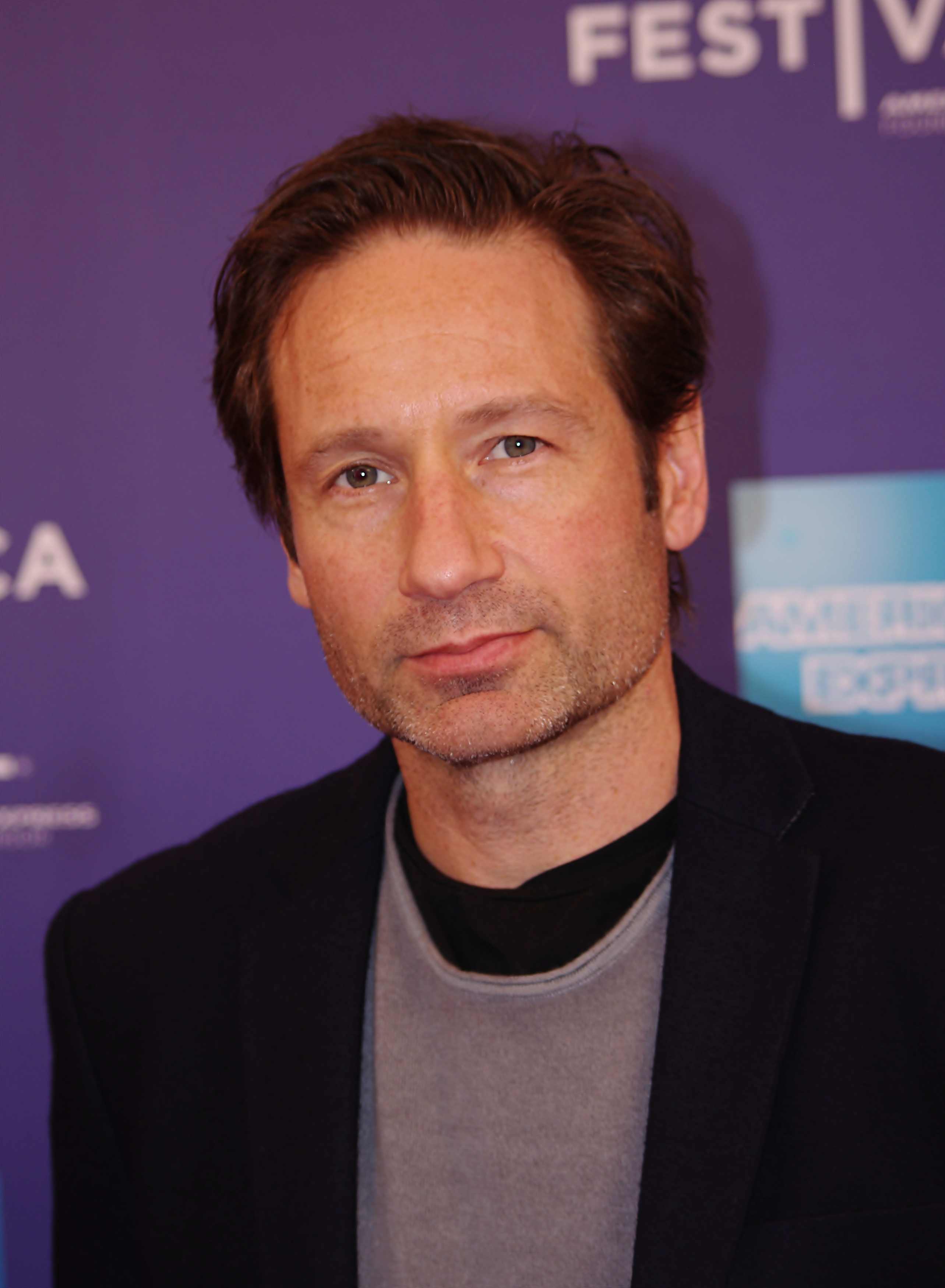

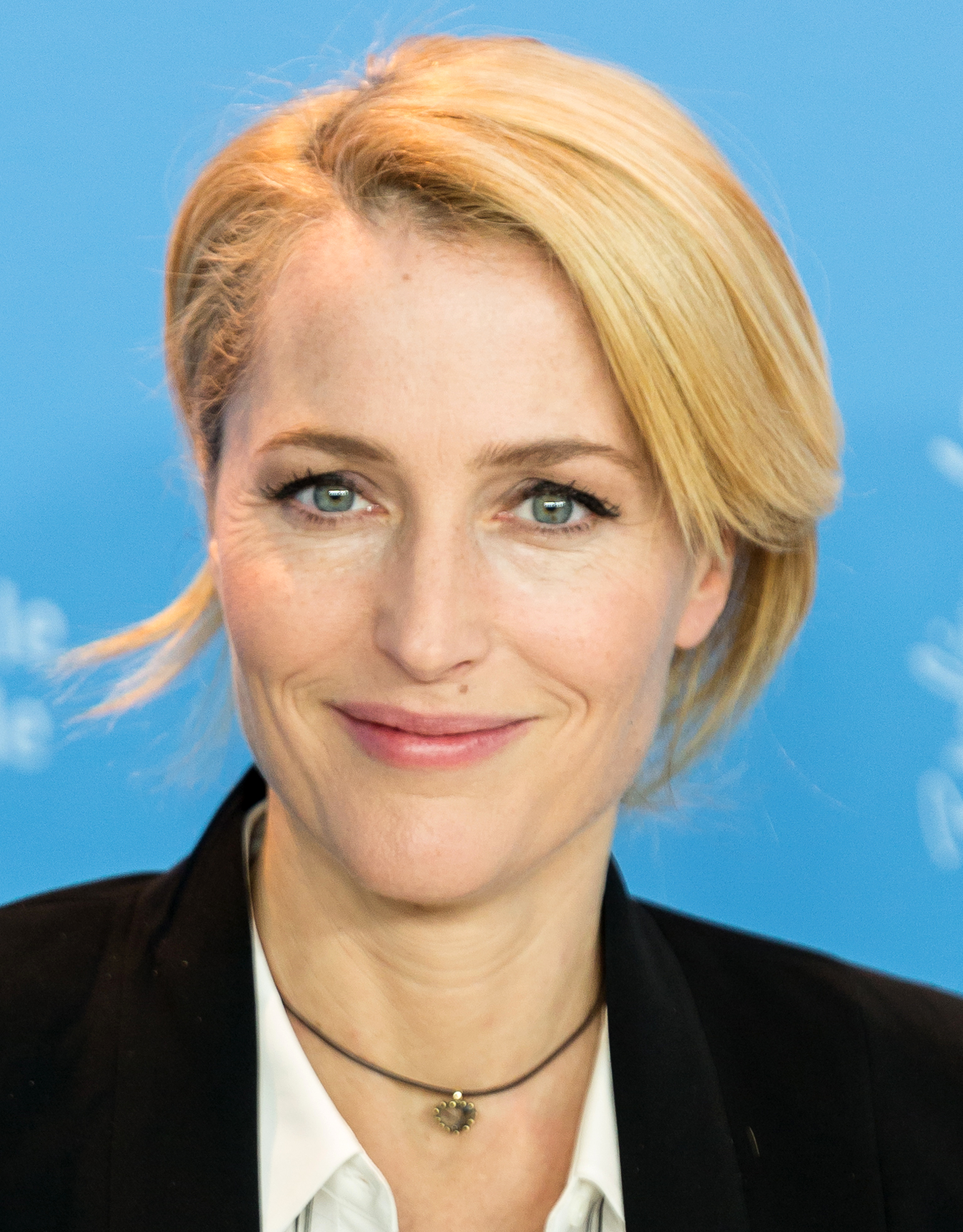

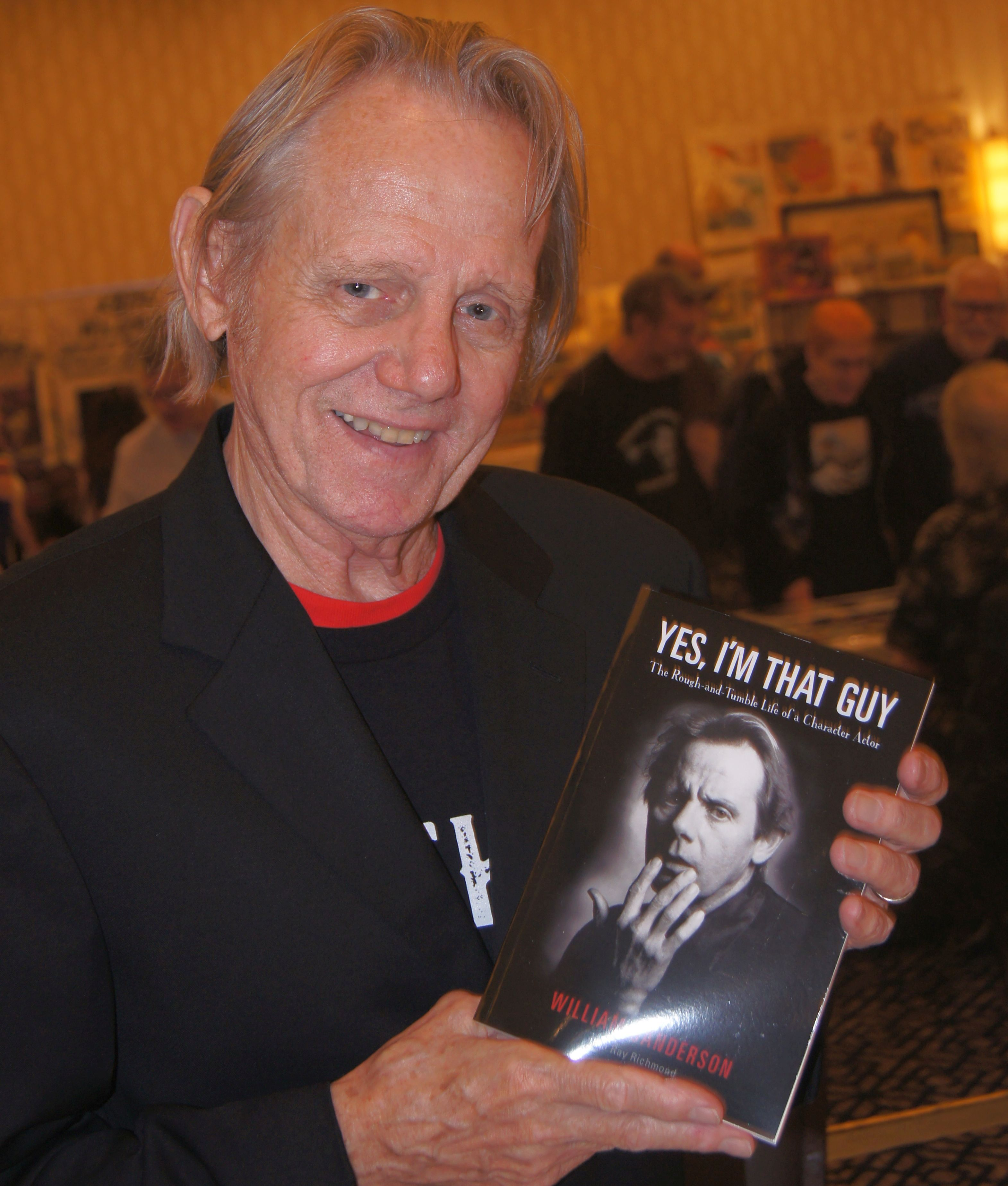

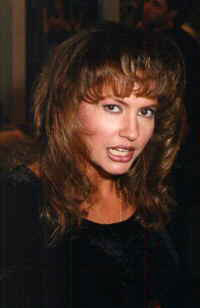

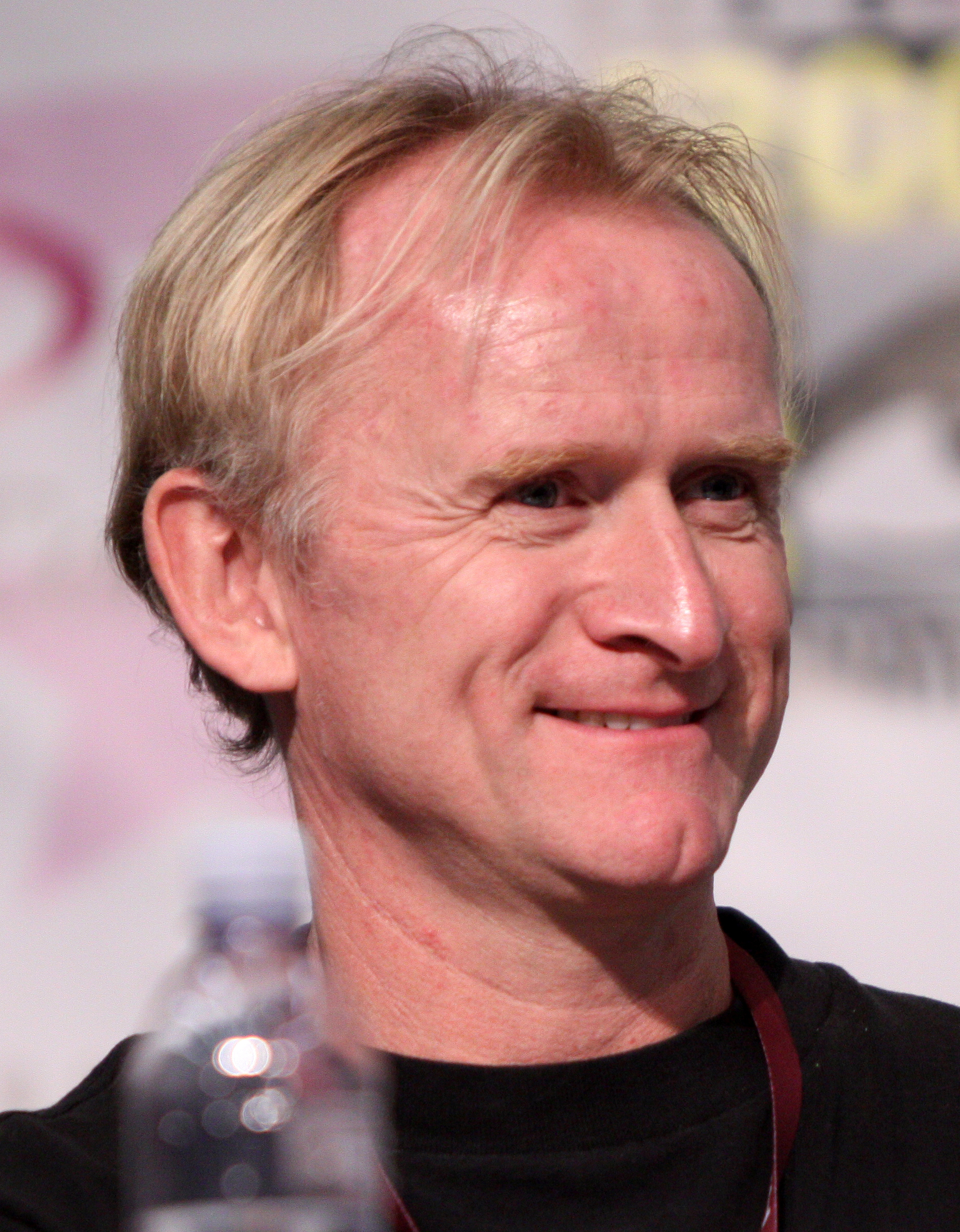

Кров (Blood) — третя частина другого сезону серіалу «Цілком таємно» («Секретні матеріали»).

## Короткий зміст
На головпоштамті міста Франклін (штат Пенсильванія) співробітник Едвард Фанш займається рутинною працею — вводить поштові індекси в поштовий сортувальний апарат. Порізавши пальця на папері, Фанш застигає від виду краплі крові, виходить із ступора тільки після оклику керівника. Керівник повідомляє Фаншу, що кінцем тижня він буде звільнений у зв'язку із скороченням бюджетних видатків. Фанш повертається на робоче місце — за сортувальний апарат, та бачить слова «Убий їх усіх» на цифровому екрані приладу.
В громадському центрі Франкліна чоловік середнього віку на моніторі переповненого ліфта бачить напис «Нема повітря». Він єдиний, хто бачить напис. Спітнівши він знову кидає погляд на монітор, де мигає напис «Не можу дихати», а згодом — «Убий їх усіх».
Малдер прибуває до міського центру, щоби розслідувати масове вбивство. Шериф Спенсер оповідає, що підозрюваний убив чотирьох людей в ліфті голіруч, після чого його застрелив охоронець. Шериф Спенсер спантеличений, адже Франклін — тихе фермерське містечко, одначе за останні 6 місяців сім його мешканців заподіяли смерть 22 іншим містянам. Малдер оглядає ліфт та помічає, що дисплей в ньому був пошкоджений. Також він оглядає тіло підозрюваного, у якого під нігтями виявляє зелений осад.
Скаллі, знаходячись у Квантіко, перечитує попередній звіт Малдера — він переконаний, що інциденти в містечку схожі на безумство, але всі підозрювані були цілком нормальними людьми — вони швидше мали стати жертвами, аніж злочинцями. Єдиний зв'язок, який вдалося виявити — шо всі підозрювані знищували під час убивств електронні пристрої з дисплеями, але це не допоможе передбачити хто буде наступною жертвою чи убивцею.
Містянка Бонні Макробертс увечері забирає свою автівку з автомайстерні після ремонту. Повідомлення на дисплеї пристрою по діагностиці двигуна попереджує жінку, що механік збирається її зґвалтувати й убити. Макробертс з божевільним криком кидається на механіка й убиває його металічною зливною трубкою від бензинової каністри.
Вранці Спенсер та Малдер знаходять в майстерні квитанцію з інформацією Макробертс, після чого приїздять до неї додому. Малдер розпитує, чи бачила вона щось дивне на моніторі — в цей час жінка бачит на дисплеї мікрохвильовки повідомлення, що чоловіки її зґвалтують та вб'ють. Вона хапає кухонний ніж та кидається на Малдера, порізавши йому руку, шериф Спенсер убиває нападницю із табельної зброї.
В Квантіко Скаллі здійснює розтин тіла Макробертс. Дейна виявляє надзвичайно високий рівень адреналіну — фізіологічної ознаки страху, й ту ж субстанцію, що була знайдена під нігтями убийці з ліфта. Скаллі припускає, що ця речовина при поєднанні з іншими нейрохімічними препаратами викликає реакцію, як при вживанні ЛСД.
Поки Малдер та Скаллі розслідують справу, Фанш все більше божеволіє, продовжуючи бачити заклики до убивства на електронних пристроях кожного разу, коли він бачить кров чи думає про неї.
Під час вранішньої пробіжки Малдер бачить працівника, котрий викинув на узбіччя напівживих мух. Агент бере одну з них та надсилає «Самотнім стрільцям». Вони вважають, що мух обробили пестицидом, котрий сприяє появі відчуття страху у комах, та схожий по складу з ЛСД. Тієї ж ночі Малдер повертається у Франклін — щоби дослідити фруктовий сад, але сам опиняється під розпиленням хімікатів з вертольота й потрапляє до лікарні. В лікувальному закладі на екрані телевізора Малдер бачить повідомлення із закликом «Зроби це!» та приходить до висновку, що пестициди загострюють фобії людей настільки, що підсвідомі спонукання можуть стати причиною убивства. Малдер вважає це доказом проведення в містечку експерименту на людях.
Очільник муніципальної ради не може чітко відповісти, хто йому порадив почати оприскування цими пестицидами. Після неприємної розмови він погоджується припинити оприскування та взяти на аналіз кров містян, вле тільки як в рамках дослідження на вміст холестерину. Коли до Фанша приходить медсестра, той боїться й не відчиняє двері. Його фобія загострюється, і Фанш, разбивши усі електронні прилади в своєму будинку, кладе до сумки мисливську гвинтівку й рушає до лікарні, де влаштований пункт прийому крові. Малдер приїздить до Фанша додому, оскільки він є одним з небагатьох жителів які не здали кров, та розуміє, що Ед боїться крові. По пустому чохлу від гвинтівки Фокс розуміє, що Фанш, найімовірніше, вирушив до лікарні, де влаштує масові вбийства, поліція влаштовує там засідку.
В автобусі Фанш бачить на моніторі касового апарата повідомлення «Тебя чекають. Виходь із автобуса». Влаштувавши істерику, Фанш зупиняє автобус на півдорозі, та вирушає в місцевий коледж. Малдер дізнається у водія автобуса, що прибув, куди вирушив Фанш та поспішає туди з поліцією. Фанш вилазить на годинникову башту коледжу та починає стріляти з гвинтівки по людях що знизу. Малдер забігає до кімнати, де знаходиться Фанш та, після недовгої розмови і короткої сутички, роззброює його. Коли Фанша вивозять на нощах, Малдер збирається подзвонити Скаллі, але на екрані бачить послання «Справа зроблена. Щасливо!». Скаллі, шо взяла слухавку, кличе Малдера, але той не може промовити ані слова.

## Знімались
| Актор              | Роль                    |
| ------------------ | ----------------------- |
| Девід Духовни      | Фокс Малдер             |
| Джилліан Андерсон  | Дейна Скаллі            |
| Вільям Сандерсон   | Едвард Фанш             |
| Джон Сайган        | шериф Спенсер           |
| Джордж Туліатос    | Ларрі Вінтер            |
| Кімберлі Ешлін Гір | Бонні Макробертс        |
| Том Брейдвуд       | Мелвін Фрогікі          |
| Дін Гаглунд        | Річард Ленглі           |
| Брюс Гарвуд        | Джон Фіцджеральд Байєрс |

## Принагідно
- Blood